# دونالد مكنيل فيرفاكس
دونالد مكنيل فيرفاكس (بالإنجليزية: Donald McNeill Fairfax)‏ هو ضابط أمريكي، ولد في 10 مارس 1818 في Mount Eagle (plantation) ‏ في الولايات المتحدة، وتوفي في 10 يناير 1894 في هاجرستاون في الولايات المتحدة.